# نيشان الصوفة الذهبية (جورجيا)
نيشان الصوف الذهبي (بالجورجية: ოქროს საწმისის ორდენი)، ok'ros sats'misis ordeni هو تكريم تمنحه حكومة جورجيا. تم تأسيسها في عام 1998 وتأتي بعد ذلك في رتبة القديس نيكولاس. تم تسمية الترتيب على اسم الصوف الذهبي الأسطوري، الذي أقيم في كولخيس في ما يعرف الآن بغرب جورجيا.

## النظام الأساسي
يُمنح نيشان الصوف الذهبي للأفراد الذين يحملون جنسية أجنبية وأولئك الذين لا يحملون جنسية والذين ساهموا بشكل كبير في تحسين حكومة جورجيا، ومصالح الأمن القومي، والسيادة وحماية الوحدة الإقليمية، وتكوين مجتمع ديمقراطي وحر، وتطوير علاقات ثنائية مفيدة مع الدول الأجنبية والمنظمات الدولية، وحماية حقوق المواطنين الجورجيين الذين يعيشون في الخارج، ونشر الثقافة الجورجية، وتطوير العلوم والفنون الجورجية. نظرًا لأن الجائزة لا تُمنح لمواطني جورجيا، فهي لا تحمل أي منحة مالية. 

## المستفيدين البارزين

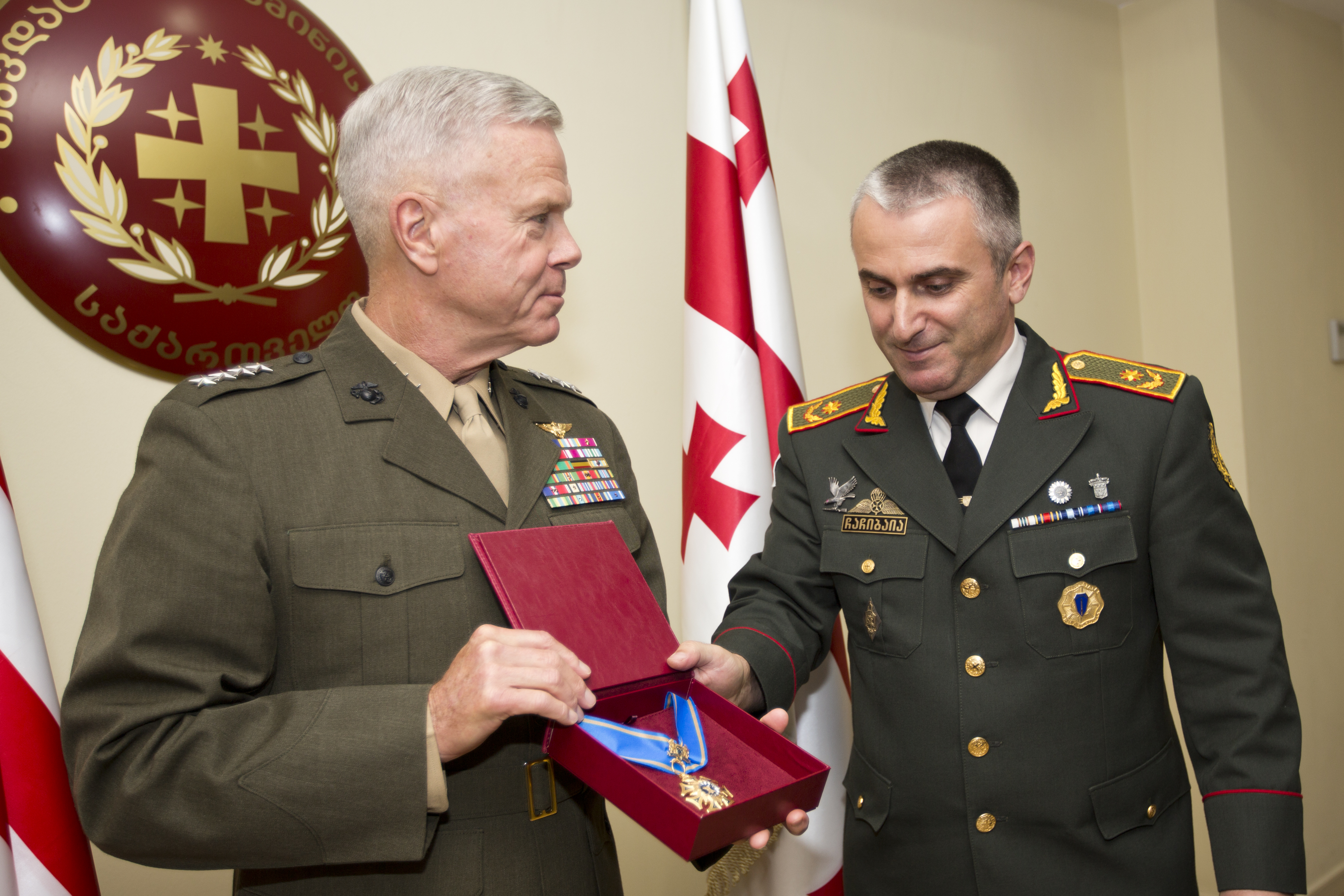
حصل الجنرال الأمريكي جيمس ف.أموس على نيشان الصوف الذهبي من قبل الجنرال الجورجي فلاديمير تشاتشيبا في تبليسي في عام 2014.

- سليمان ديميريل، الرئيس التاسع لتركيا (1999)
- غيرهارد شرودر، المستشار السابع لألمانيا (2000)
- حيدر علييف، رئيس أذربيجان الثالث (2001)
- خوان أنطونيو سامارانش، الرئيس السابع للجنة الأولمبية الدولية (2001)
- اليزابيث الثانية ملكة المملكة المتحدة (2002)
- اسلام كريموف، أول رئيس لأوزبكستان (2003)
- رسول جامزاتوف، شاعر أفار (2003)
- كيرسان إليومينجينوف، أول رئيس لكالميكيا (2003)
- بارثولوميو الأول، بطريرك القسطنطينية (2007)
- توماس هندريك إلفيس، الرئيس الرابع لإستونيا (2007)
- كورشاد توزمن، وزير الدولة في تركيا (2009)
- غابرييلا فون هابسبورغ، سفيرة جورجيا لدى ألمانيا والنحات التجريدي (2009)
- سيرج سركسيان، الرئيس الثالث لأرمينيا (2009)
- الله شكر باشا زاده، مفتي القوقاز (2009)
- ماثيو بريزا، دبلوماسي أمريكي (2009)
- فيكتور يوشينكو، الرئيس الثالث لأوكرانيا (2009)
- ماري آن إيسلر بيجين، عضوة فرنسية في البرلمان الأوروبي (2009)
- خافيير سولانا، سياسي ودبلوماسي إسباني (2010)
- ستروب تالبوت، محلل السياسة الخارجية الأمريكية (2010)
- رجب طيب أردوغان، رئيس وزراء تركيا (2010)
- جيمس ف. عاموس، القائد الخامس والثلاثون لقوات مشاة البحرية الأمريكية (2014)
- بن هودجز، ملازم أول أمريكي (2015)
- خوان إشانوف، دبلوماسي إسباني (2015)
- فيليب بريدلوف، جنرال سلاح الجو الأمريكي (2016)
- جون إتش كوستيلو، رئيس مجلس إدارة CNFA Europe ومجلس إدارة CNFA (2016)
- ليخ كوتشاك، دبلوماسي بولندي (2021)